# Hajnal Kelemen
Hajnal Kelemen (născută Fazakas) (n. 22 septembrie 1960, Miercurea Nirajului) este o farmacistă, cercetătoare și cadru didactic universitar.

## Cariera
În anul 1979 a absolvit Liceul industrial „Oltul” din Sfîntu Gheorghe, iar studiile universitare de licență la IMF Tîrgu Mureș, Facultatea de Farmacie, în anul 1985.
În perioada 1985-1988 a fost farmacist stagiar la Oficiul Farmaceutic Tîrgu Mureș, la Farmacia nr. 1. A desfășurat activitatea ca  farmacist la Laboratorul Galenic în cadrul S.C. Farmaceutica Aesculap S.A. Tîrgu Mureș (1988-1992).
În anul 1992 devine asistent universitar la disciplina Chimie Farmaceutică, Facultatea de Farmacie, Universitatea de Medicină și Farmacie din Tîrgu Mureș. Din anul 1997 este șef de lucări, iar din anul 2005 intră în funcția didactică de conferențiar universitar. Pe plan profesional: farmacist specialist (1996), farmacist primar (2001) în specialitatea de Laborator farmaceutic.
Doctor în domeniul Farmacie (2002), abilitare (2017), profesor universitar (2020). În anul 2014 primește premiul Fundației Pápai Páriz Ferenc. Arhivat în 28 decembrie 2018, la Wayback Machine.

## Domeniu de cercetare
Chimie farmaceutică, analiza medicamentului, stabilitatea medicamentelor, dezvoltare de tehnici de separare.

## Activitatea științifică
Cele peste 100 de lucrări științifice au fost publicate în revistele din țară – Acta Medica Marisiensis, EME Orvostudományi Értesítő, Farmacia, Revista de Chimie, Revista de Medicină și Farmacie – Orvosi és Gyógyszerészeti Szemle, STUDIA UBB CHEMIA – și din străinătate – Acta Pharmaceutica Hungarica, Advanced Pharmaceutical Bulletin, Brazilian Journal of Pharmaceutical Science, Current Issues in Pharmacy and Medical Sciences, Gyógyszerészet, IOP Conference Series: Materials Science and Engineering, Journal of Chilean Chemical Society, Journal of Inclusion Phenomena and Macrocyclic Chemistry, Journal of Planar Chromatography, Macedonian Journal of Chemistry and Chemical Engineering, J. Serb. Chem. Soc., Saudi Pharmaceutical Journal.
A participat la numeroase congrese, conferințe, cursuri postuniversitare din țară și din străinătate.
Burse de cercetare la Budapesta, Debrecen, Pecs, Szeged, Chișinău, în cadrul programelor Domus Hungarica Atrium et Scientiarum, HTMÖP, Erasmus și CEEPUS.

### Cursuri universitare (selecție)
- Chimie farmaceutică. Chimioterapice cu specificitate limitată, (Tîrgu Mureș, 2011)
- Chimie farmaceutică. Substanțe medicamentoase anorganice (Tîrgu Mureș, 2009)

### Cărți de specialitate (selecție)
- Chimie farmaceutică. Medicamente cu acțiune asupra sistemului nervos central (Tîrgu Mureș, 2016)
- Chimie farmaceutică. Chimioterapie cu acțiune limitată specifică (Tîrgu Mureș, 2015)
- Specifikus hatású kemoterápiás szerek (Tîrgu Mureș, 2004)
- Kelemen H, Gyéresi Á. Chimie farmaceutică anorganică (Tîrgu Mureș, 2003)
- Gyéresi Á, Hancu G, Kelemen H. Substanțe medicamentoase de uz veterinar, (editat de Gyéresi Á.), (București, 2016)

## Membru în asociații/organizații
- Societatea de Științe Farmaceutice din România Arhivat în 28 decembrie 2018, la Wayback Machine.
- Societatea de Științe Farmaceutice din Ungaria
- Societatea Muzeului Ardelean
- Corporația doctorilor al Academiei Maghiare de Știință
- Filiala din Cluj a Academiei Maghiare de Științe  - Comisia de Științe Farmaceutice, (secretar 2011-2017)